# Col Bayard
Col Bayard (1248 m n.p.m.) – przełęcz w Alpach Zachodnich we Francji, w grzbiecie wododziałowym rozdzielającym dorzecza Isère (na północy) i Durance (na południu). Znajduje się 8 km na północ od Gap i 90 km na południe od Grenoble.

## Położenie
Przełęcz znajduje się na zachodnim skraju rozległego obniżenia grzbietu, łączącego południowe krańce masywu Écrins (na północnym wschodzie) i masywu Dévoluy (na zachodzie), w osi linii rozdzielającej krystaliczne masywy centralne od wapiennych Prealp doliny rzeki Drac.
Od strony zachodniej nad przełęczą wznosi się Pic de Gleize (2169 m n.p.m.). Po stronie wschodniej szeroki grzbiet tworzy nieznacznie pofalowane plateau, zwane Plateau de Bayard, ograniczone od wschodu przez drugą przełęcz, Col de Manse (1269 m n.p.m.).

## Znaczenie komunikacyjne
Przez przełęcz biegnie z południa na północ droga państwowa nr 85, tzw. Droga Napoleona (fr. Route Napoléon), na odcinku z Gap do Grenoble. Pierwszą większą miejscowością u północnych skłonów przełęczy jest Saint-Bonnet-en-Champsaur.
Szlak ten, choć używany od bardzo dawna, był w rejonie Col Bayard w 1815 r., gdy Napoleon Bonaparte wracał nim z Elby na swe sto dni, jedynie marną dróżką gruntową. Drogę bitą zbudowano tu znacznie później: różnicę wysokości 500 m pomiędzy Gap a przełęczą pokonuje ona szeregiem ciasnych zakosów.

## Pochodzenie nazwy
Nazwa przełęczy nasuwa skojarzenie ze słynnym rycerzem Bayardem, jednak nie ma ona z nim nic wspólnego. W postaci Montanea di Bayardo nazwa ta bowiem jest wspominana już w 1319 r., a więc sto kilkadziesiąt lat przed okresem wyczynów słynnego rycerza. W rzeczywistości nazwa pochodzi od lokalnego toponimu baya, którym w średniowieczu oznaczano miejsce (a także szczyt, grzbiet) pokryte lasem.